# Глазунова, Маргарита Разумниковна
Маргарита Разумниковна Глазунова (1911—1982) — советская оперная певица (меццо-сопрано) и педагог, Заслуженная артистка РСФСР (1944).

## Биография
Родилась в еврейской семье 30 октября (12 ноября по новому стилю) 1911 года в селе Токовое Екатеринбургского уезда Пермской губернии.
В 1922 году с семьей переехала в Екатеринбург, где в 1928 году окончила среднюю школу им. Н. А. Некрасова и поступила в Свердловский музыкальный техникум, который окончила в 1930 году по специальности «оперная концертно-камерная певица».
В 1930—1959 гг. выступала в Свердловском театре оперы и балета. Сценическое мастерство Глазуновой органично сочеталось с её выразительным вокалом, что вызывало высокие оценки театральной публики. В конце певческой карьеры занялась педагогической деятельностью и в 1955—1982 годах преподавала в Уральской консерватории. С декабря 1963 года работала доцентом на кафедре сольного пения.
Среди известных её работ — партии Кармен («Кармен» Ж. Визе), Амнерис («Аида» Дж. Верди), Далила («Самсон и Далила» К. Сен-Санса), Марина Мнишек («Борис Годунов» М. Мусоргского), Княгиня («Чародейка» П. Чайковского), Любаша («Царская невеста» Н. Римского-Корсакова), Кончаковна («Князь Игорь» А. Бородина), Ваня («Иван Сусанин» М. Глинки), а также Груни («Броненосец „Потёмкин“» О. Чишко), Аксиньи и атаманши Косовой («В бурю» Т. Хренникова).
В довоенное время Маргарита Глазунова приглашалась на гастроли в Ленинград, была дипломантом Всесоюзного конкурса вокалистов (1938) и лауреатом Всероссийского конкурса концертных исполнителей (1943, вместе с Я. Х. Вутирасом). В 1944 году в составе фронтовой концертной бригады выезжала на фронт. Была награждена медалями «За победу над Германией в Великой Отечественной войне 1941—1945 гг.» и «За доблестный труд в Великой Отечественной войне 1941—1945 гг.».
В 1970 году Глазунова вышла на заслуженный отдых, став персональным пенсионером республиканского значения. Умерла 30 сентября 1982 года в Свердловске, похоронена на Широкореченском кладбище.

### Семья
Муж певицы — дирижёр, народный артист РСФСР — Анатолий Алексеевич Людмилин. Их сын Алексей (1942—2019) тоже стал дирижёром, заслуженным деятелем искусств России.